# بجنبید سربازها!
بجنبید سربازها! (انگلیسی: Yanks Ahoy!) یک فیلم کمدی آمریکایی به کارگردانی کرت نیومن است که در سال ۱۹۴۳ منتشر شد.

## بازیگران
- ویلیام تریسی
- جو سایر
- مینور واتسون
- فرانک فیلن
- والتر ولف کینگ
- مارجری وودورث
- رابرت کنت
- جیمز فینلیسون (نامش در عنوان‌بندی نیامده)